# Les Touches
Les Touches is een gemeente in het Franse departement Loire-Atlantique in de regio Pays de la Loire. De plaats maakt deel uit van het arrondissement Châteaubriant. Les Touches telde op 1 januari 2022 2.619 inwoners.

## Geografie
De oppervlakte van Les Touches bedroeg op 1 januari 2022 35,15 vierkante kilometer; de bevolkingsdichtheid was toen 74,5 inwoners per km².

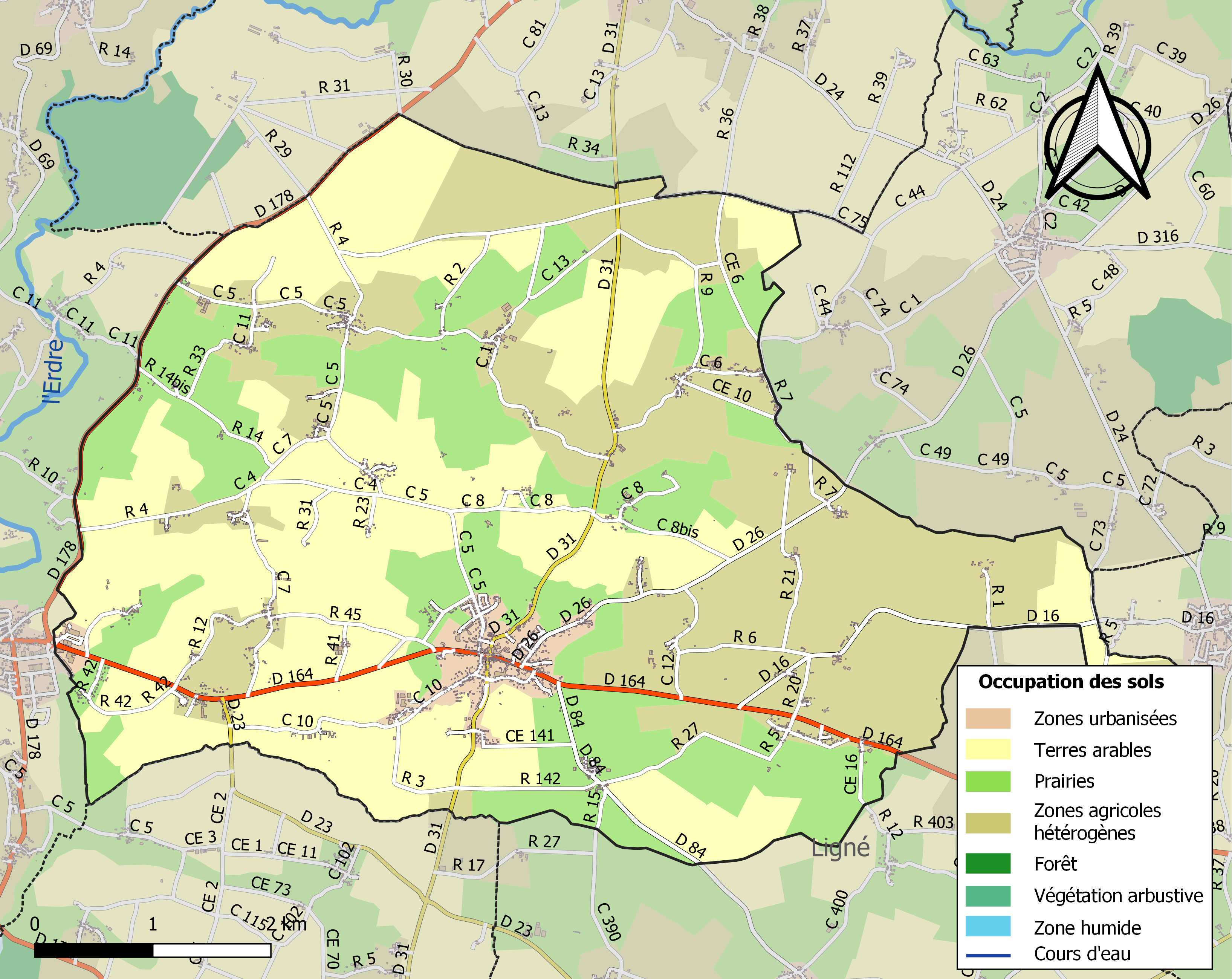
Kaart van de gemeente met de belangrijkste infrastructuur, bodemgebruik en omliggende gemeenten

## Demografie
Onderstaande figuur toont het verloop van het inwonertal (bron: INSEE-tellingen).